# Contea di Pingyu
La contea di Pingyu (平舆县S, Píngyú XiànP) è una contea della Cina, situata nella provincia di Henan e amministrata dalla prefettura di Zhumadian.